# (200357) 2000 KD52
(200357) 2000 KD52 es un asteroide perteneciente al cinturón de asteroides descubierto el 23 de mayo de 2000 por el equipo del Lowell Observatory Near-Earth-Object Search desde la Estación Anderson Mesa (condado de Coconino, cerca de Flagstaff, Arizona, Estados Unidos).

## Designación y nombre
Designado provisionalmente como 2000 KD52.

## Características orbitales
2000 KD52 está situado a una distancia media del Sol de 3,088 ua, pudiendo alejarse hasta 3,708 ua y acercarse hasta 2,468 ua. Su excentricidad es 0,200 y la inclinación orbital 2,420 grados. Emplea 1982,37 días en completar una órbita alrededor del Sol.

## Características físicas
La magnitud absoluta de 2000 KD52 es 15,8. 